# Pierre Chaunu
Pierre René Chaunu (* 17. August 1923 in Belleville-sur-Meuse; † 22. Oktober 2009 in Caen) war ein französischer Historiker und Professor an der Universität Paris IV. Pierre Chaunu galt als Spezialist für Lateinamerika und die Sozial- und Religionsgeschichte Frankreichs des 16., 17. und 18. Jahrhunderts. Er war ein wichtiger Vertreter des quantitativen Zugangs zur Geschichte in der Tradition der Annales-Schule.

## Leben und Werk
Er wurde als Sohn eines Eisenbahnarbeiters im kleinen Ort Belleville in Lothringen geboren, am Rande des Schlachtfelds von Verdun, und die Erinnerung an das kurz zurückliegende Massensterben im Ersten Weltkrieg zählte nach eigenen Aussagen zu den prägenden Eindrücken seiner Jugend. Seine Mutter starb früh und er wurde von seiner Tante mütterlicherseits großgezogen. Er studierte während der deutschen Besatzung in Paris an der Sorbonne Geschichte (nachdem er anfangs noch zwischen Medizin und Geschichte geschwankt hatte), unter anderem bei Fernand Braudel und Ernest Labrousse. Nach dem Diplom 1947 wurde er zwei Jahre Geschichtslehrer am Lycée in Bar-le-Duc. Als 1948 auf Initiative von Braudel und Lucien Febvre die Annales-Schule ihre Heimat in der sechsten Sektion der  École practique des hautes études fand (Chaunu assistierte dabei Febvre), erhielt Chaunu die Chance, deren Methoden auf die Geschichte Lateinamerikas zur Kolonialzeit anzuwenden; bereits 1949 veröffentlichte er ein Buch darüber in der Que sais-je ?-Reihe. 1948 bis 1951 forschte er dazu in Madrid und Sevilla mit seiner Frau Huguette (Catella). Danach kehrte er zurück und war während der Auswertung der Materialien für seine Dissertation Séville et l’Atlantique bis 1956 Lehrer am Lycée in Vanves. Seine Dissertation erschien in 12 Bänden 1955 bis 1960, und 1960 erhielt er sein Doctorat d’Etat (entsprechend einer Habilitation) bei Braudel. 1956 bis 1959 war er Mitglied des CNRS, wurde 1960 Maitre de conferences in Caen und 1962 Professor. 1966 gründete er dort das Centre de recherche d’histoire quantitative. 1970 wurde er Professor an der Sorbonne.
Politisch war er konservativ und stand seit seiner Jugend den Gaullisten nahe. Er hatte ab Anfang der 1980er Jahre eine Kolumne in Le Figaro und bis 2005 eine wöchentliche Sendung in Radio Courtoisie (Les Mardis de la mémoire). Er war ursprünglich katholisch, konvertierte aber 1954 zum Protestantismus und war Laienprediger. Er war in der Société de l’Histoire du Protestantisme Français aktiv. In seinem Buch Die weiße Pest (1976) und anderen Werken vertritt er die These, Europa und Frankreich würden wegen niedriger Geburtenraten einen Abstieg erleben. Darin spiegelten sich auch seine Erkenntnisse aus der frühen spanischen Kolonialgeschichte Südamerikas wider, die seinen Ruf begründeten. Während er anfangs annahm, der Abschwung des Handels mit Südamerika Anfang des 17. Jahrhunderts  sei vom Handel mit China verursacht, kam er nach Untersuchung des Pazifikhandels zum Schluss, wonach demographische Ursachen verantwortlich seien; in nur einem halben Jahrhundert war die Bevölkerung Südamerikas von 80 auf 10 Millionen gesunken, größtenteils aufgrund Krankheiten, die die Europäer einschleppten. Danach wandte er sich verstärkt dem Studium des Einflusses demographischer Faktoren auf Zivilisationen zu.
Sein umfangreiches Werk Séville et l’Atlantique (seine Habilitation) beleuchtete den Handel von Spanien mit seinen Kolonien in Südamerika aus der quantitativen Sicht der Annales-Schule (von den 12 Bänden waren zwei der statistischen Interpretation gewidmet, einer der Geographie und acht enthielten Tabellen mit Daten).
Chaunu setzte seine Arbeit ab 1960 mit Untersuchungen über den Pazifikhandel Spaniens fort. Neben seinen Büchern und Forschungen über frühe spanische Kolonialgeschichte ist er vor allem bekannt für La Civilisation de l’Europe classique von 1966, das erste Werk der Annales-Schule, das eine historische Gesamtsynthese versuchte und ökonomische, geographische und demographische Aspekte, Religions-, Kultur- und Wissenschaftsgeschichte einbezog. Er schrieb auch Bücher über historische Methodenlehre (u. a. Histoire, science sociale) und französische Geschichte.
In Caen begründete er den Atlas historique de Normandie, die Annales de Normandie und die Cahiers des Annales de Normandie.
Er war seit 1982 Mitglied der Académie des sciences morales et politiques und des Institut de France. Ab 1994 war er Mitglied der Academia Europaea. Er war Kommandeur der Ehrenlegion.
Eines seiner sechs Kinder ist der Cartoonist Emmanuel Chaunu (* 1966).

## Werke
Deutsche Ausgaben:
- Europäische Kultur im Zeitalter des Barock, München: Droemer/Knaur, 1968, Fischer Taschenbuch 1989 (Übersetzer Alfred P. Zeller, Original La Civilisation de l’Europe classique)
- Die weisse Pest, Pfullingen: Neske, 1980
- Die verhütete Zukunft, Stuttgart: Seewald, 1981
- Die Wurzeln der Freiheit, München: Universitas, 1982
- Leben mit der Geschichte, Frankfurt am Main: S. Fischer, 1989
- Der Mensch, Zürich: Thesis-Verl., 1996

Französische Bücher:
- Eugène Sue et la seconde republique, 1948
- Histoire de l’Amérique latine, Paris, PUF, "Que sais-je?", 1949, Neuauflage 2009.
- Séville et l’Atlantique (1504–1650), Paris, SEVPEN, 12 Bände, 1955–1960. (Prix de Loubat, 1962)
- Les Philippines et le Pacifique des Ibériques, Paris, SEVPEN, 2 Bände, 1960–1966.
- L’Amérique et les Amériques de la préhistoire à nos jours, Paris, Armand Colin, 1964.
- La Civilisation de l’Europe classique, Paris, Arthaud, 1966.
- L’Expansion européenne du XIIIe et XVe siècles, Paris, PUF, 1969. (Englische Übersetzung European expansion in the later Middle Ages, Amsterdam, North Holland Publishing.)
- Conquête et exploitation des nouveaux mondes, Paris, PUF, 1969.
- La Civilisation de l’Europe des Lumières, Paris, Arthaud, 1971.
- L’Espagne de Charles Quint, Paris, SEDES, 2 volumes, 1973.
- Démographie historique et système de civilisation, Rome, EFR, 1974.
- Histoire, science sociale, Paris, SEDES, 1974.
- Le Temps des Réformes, Paris, Fayard, 1975.
- De l’histoire à la prospective, Paris, Robert Laffont, 1975.
- Les Amériques, XVIe et XVIIIe siècles, Paris, Armand Colin, 1976.
- mit Georges Suffert: La peste blanche, Paris, Gallimard, 1976.
- Séville et l’Amérique aux XVIe et XVIIe siècles, Paris, Flammarion, 1977.
- La Mort à Paris, XVIe et XVIIe siècles, Paris, Fayard, 1978.
- Histoire quantitative, histoire sérielle, Paris, Armand Colin, 1978.
- Le sursis, Paris, Robert Laffont, 1978
- La France ridée, Paris, Pluriel, 1979
- Un futur sans avenir, Histoire et population, Calmann-Lévy, 1979
- Histoire et imagination. La transition, Paris, PUF, 1980.
- Église, culture et société. Réforme et Contre-Réforme (1517–1620), Paris, SEDES, 1980.
- Histoire et décadence, Paris, Perrin, 1981. (erhielt den Grand Prix Gobert 1982)
- La France, Paris, Robert Laffont, 1982.
- Pour l’histoire, Paris, Perrin, 1984.
- L’Aventure de la Réforme. Le monde de Jean Calvin, Paris, Desclée de Brouwer, 1986 (auch ins Englische übersetzt)
- Apologie par l’histoire, Paris, Œil, 1988.
- Le Grand Déclassement, Paris, Robert Laffont, 1989.
- 3 millions d’années, 80 milliards de destins, Paris, Robert Laffont, 1990
- Reflets et miroir de l’histoire, Economica, Paris, 1990
- mit Ernest Labrousse: Histoire économique et sociale de la France. Tome 1, 1450–1660, PUF, "Quadrige", 1993.
- Colomb ou la logique de l’imprévisible, Paris, F. Bourin, 1993.
- Baptême de Clovis, baptême de la France, (in collaboration), Paris, Balland, 1996.
- mit Anderen: Le Basculement religieux de Paris au XVIIIe siècle, Paris, Fayard, 1998.
- mit Michèle Escamilla: Charles Quint, Paris, Fayard, 2000.
- mit Jacques Renard: La femme et Dieu, Paris, Fayard, 2001
- mit Huguette Chaunu, Jacques Renard: Essai de prospective démographique, Paris, Fayard, 2003
- Des curés aux entrepreneurs: la Vendée au XXe siècle, Centre Vendéen de Recherches Historiques, 2004.
- mit Renaud Escaunde, Jean Tulard, Emmanuel Le Roy Ladurie, Jean Sévillia, Jean-Christian Petitfils Le livre noir de la Révolution française, Cerf, 2008

Aufsätze:
- mit Roger Arnaldez La philosophie et l’histoire, in Jean-François Mattéi, Le Discours philosophique, Encyclopédie philosophique universelle, Band 4, Paris, PUF, 1998
- Bresil et l’Atlantique au 17e siècle, Annales 16, 1961, 1176–1207
- Pour une géopolitique de l’espace américain, Jahrbuch für Geschichte, Wirtschaft und Staat Lateinamerikas, Band 1, Köln 1964, 3–26